# Pleurothallis cassidata
Pleurothallis cassidata är en orkidéart som beskrevs av Carlyle August Luer och Rodrigo Escobar. Pleurothallis cassidata ingår i släktet Pleurothallis och familjen orkidéer.
Artens utbredningsområde är Colombia. Inga underarter finns listade i Catalogue of Life.